# Ługowice
Ługowice (prononciation : [wuɡɔˈvit͡sɛ]) est un village polonais de la gmina de Mogielnica dans le powiat de Grójec de la voïvodie de Mazovie dans le centre-est de la Pologne.
Il se situe à environ 6 kilomètres au sud-ouest de Mogielnica (siège de la gmina), 28 km au sud-ouest de Grójec (siège du powiat) et à 67 km au sud de Varsovie (capitale de la Pologne).
Le village possède approximativement une population de 200 habitants en 2006.

## Histoire
De 1975 à 1998, le village appartenait administrativement à la voïvodie de Radom.